# Solenopsis molesta
Solenopsis molesta, también conocidas como hormigas ladronas, obtienen sus nombres de su hábito de anidar cerca de otros nidos de hormigas, de los cuales roban comida. También se les llama hormigas de la grasa porque se sienten atraídas por la grasa.

## Apariencia
Solenopsis molesta miden 1.4-1.5 mm las obreras, 3.5 mm los machos y 3.5-4+ mm las reinas. Pueden ser de color amarillento o marrón. Estas hormigas tienen un pecíolo de dos segmentos que conecta su abdomen con el tórax. Tienen 10 segmentos en sus antenas, que t[ermi]nan en grandes mazos segmentados. Las hormigas ladronas tienen pequeños aguijones en su abdomen oblongo, y generalmente tienen ojos pequeños.

## Distribución
Solenopsis molesta es nativa de los Estados Unidos. Se pueden encontrar más comúnmente en los estados centrales y la costa este. Es muy común, pero a menudo pasa desapercibida por ser pequeña.

## Hábitat
El hábitat de Solenopsis molesta es muy amplio, pueden sobrevivir en cualquier lugar. Pueden vivir en las casas de la gente, en las grietas o debajo de las tablas del suelo. Pueden construir nidos en cualquier lugar, como debajo de rocas, en cualquier suelo expuesto y troncos en descomposición. Si no pueden encontrar ninguna de estas cosas, entonces se mudan a otra colonia. Sus nidos son generalmente grandes para el tamaño de las hormigas, y tienen los túneles que conducen a otra colonia de hormigas para una fuente confiable y constante de la comida. 

## Comportamiento

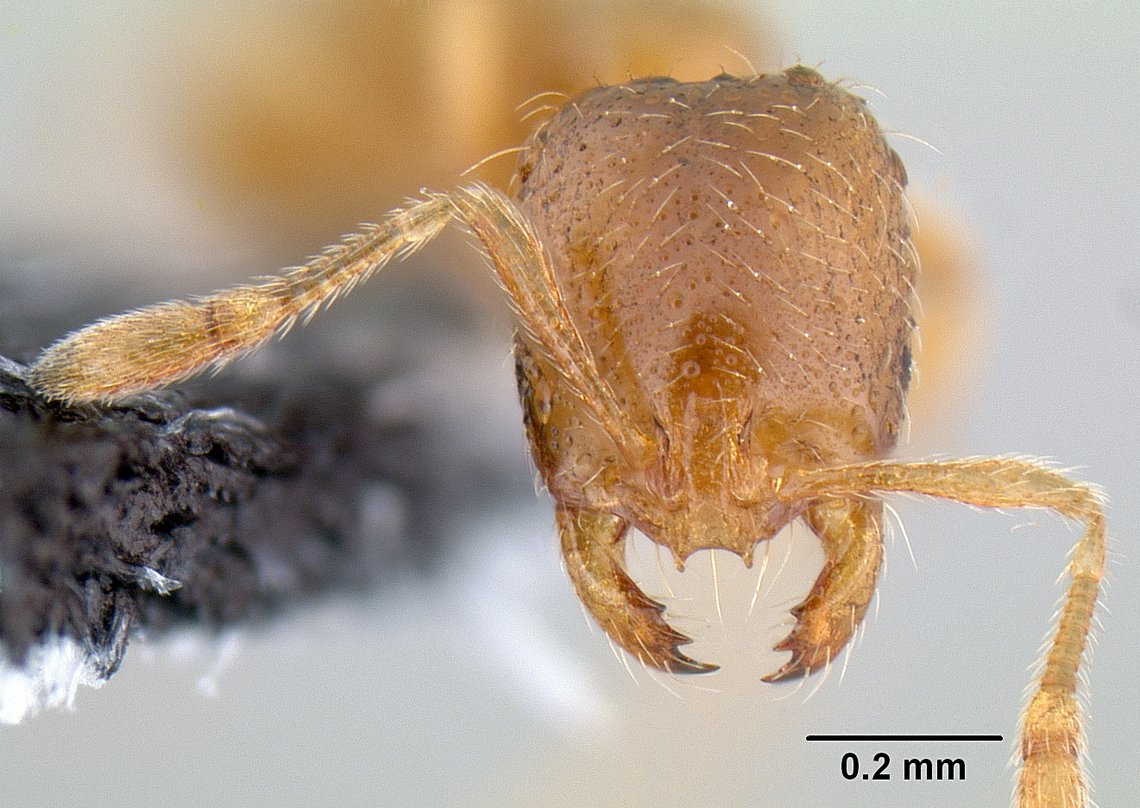
Mandíbula de S. molesta

Las colonias de S. molesta usualmente tienen de unos pocos cientos a unos pocos miles de trabajadores. Las colonias tienen varias reinas. El número de hormigas ladronas en una colonia depende de la ubicación. Las colonias con una fuente confiable y lista de alimentos no tienen tantos trabajadores porque los alimentos están fácilmente disponibles. Dado que las hormigas de esta especie son tan pequeñas, pueden colonizar cualquier lugar. Pueden vivir en las casas de la gente sin que ellos nunca sepan que tienen una infestación de hormigas diminutas. Solenopsis molesta son comunes en los hogares, y debido a su pequeño tamaño pueden ingresar fácilmente en paquetes sellados de comida. Otras colonias de hormigas ladronas están dentro de otras colonias de hormigas. A continuación, comen la comida y a veces las larvas de las hormigas de acogida. Comen casi cualquier cosa, incluyendo animales muertos y esporas de hongos, y viajan grandes distancias en busca de comida. Una vez que encuentran comida, forman un rastro desde la comida a la colonia para que los otras obreras puedan encontrarla.

## Apareamiento

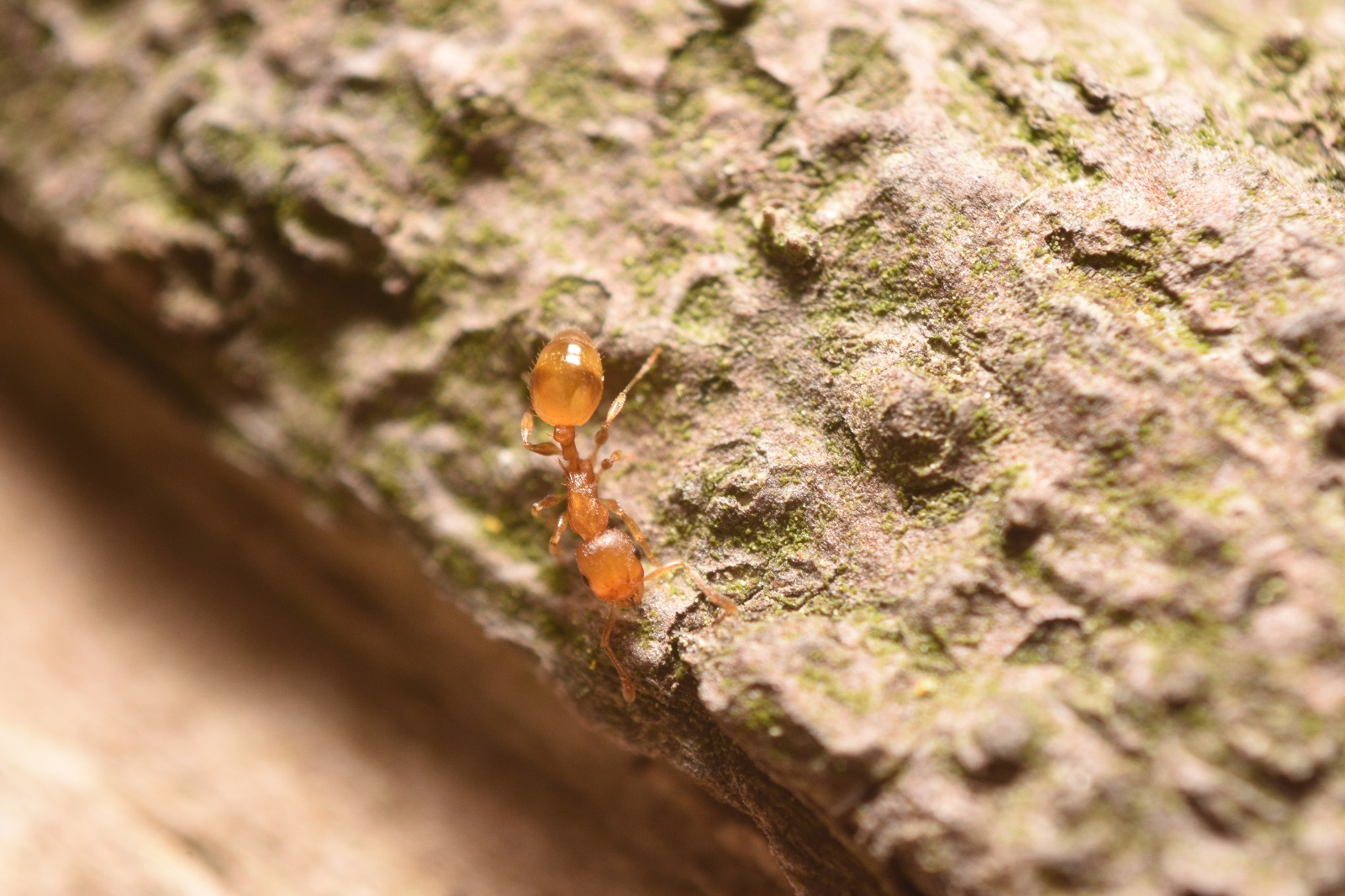
Primer plano de Solenopsis molesta - Cincinnati, Ohio.

Las reinas de S. molesta son más grandes que las obreras, siendo de cuatro a cinco milímetros de largo. El apareamiento tiene lugar desde julio hasta finales del otoño. Tanto reinas como machos de S. molesta tienen alas, y el apareamiento tiene lugar durante el vuelo. Las reinas a veces vuelan con una obrera o dos aferradas a sus cuerpos, presumiblemente para ayudar de inmediato cuando la reina encuentra un lugar adecuado para una colonia. Las reinas pueden poner entre 27 y 387 huevos por día. El número promedio de huevos puestos por día es de 105. El ciclo desde huevo a obrera adulta lleva alrededor de 52 días. La fase larval lleva unos 21 días cuando el clima es adecuado, de lo contrario puede necesitar más tiempo;[cita requerida] a continuación tine lugar la fase de pupa, antes de emerger el adulto.

## Dieta
Comen grasa cada vez que la encuentran, por lo que a veces son llamados hormigas de la grasa. También comen carne, queso y otros productos lácteos y semillas. También comen larvas y pupas de otras especies de hormigas. Las hormigas ladronas no parecen ser atraídas por los dulces, a diferencia de la mayoría de las otras hormigas. Sin embargo, por ejemplo, consumen frutas y refrescos azucarados.

## Problemas
Las hormigas de esta especie pueden ser problemáticas cuando entran en las viviendas humanas. Es extremadamente difícil encontrarlas debido a sus inaccesibles y remotas áreas de anidación y su tamaño extremadamente pequeño. Tampoco están siempre presentes fuera de su colonia y viajan lejos para encontrar comida. Además, son tan pequeños que pueden entrar en lugares en que otros insectos no pueden hacerlo. La manera más fácil de localizar una colonia es buscar senderos de hormigas. También es difícil deshacerse de una infestación de S. molesta porque no se sienten atraídas por las trampas comunes de hormigas. Una de las maneras más comunes de deshacerse de ellas es poner aceite o grasa en el centro de una trampa de hormigas. Sin embargo, este método puede ser contraproducente porque poca grasa no las atrae y demasiada grasa limita la eficacia de la trampa. Las hormigas también parecen ser resistentes a la mayoría de los insecticidas. Solenopsis molesta a veces se confunden con la hormiga faraón (Monomorium pharaonis), porque hay similitudes entre las dos. Tienen aproximadamente el mismo tamaño, pero se pueden diferenciar por sus marcas.